# Claudia Faci
Claudia Faci (Lille, 9 de marzo de 1966) es bailarina, coreógrafa, actriz, docente y autora independiente española. 

## Biografía
Es hija de Lola de Ávila y nieta María de Ávila. Nació en el seno de una familia de bailarinas de las que heredó -explica- una manera de estar en el mundo y relacionarse con la sociedad.
Es titulada en danza por el Real Conservatorio de Danza. Como coreógrafa estrenó sus dos primeras obras en 1989 Si supieras y La noche, en el Teatro Español de Madrid. En los años 90, obtuvo una beca para realizar estudios de postgrado en Londres y más tarde, se formó como actriz en el Estudio Internacional del Actor Juan Carlos Corazza después de que le ofrecieran hacer teatro.
En 2006, estrenó Nur Für Dich en el festival Madrid en Danza, bajo el heterónimo Klara von Himmer. A partir de entonces enfocó su trabajo en la creación como autora en cuya obra confluen una peculiar visión de las artes escénicas que se nutre de su experiencia en la danza, el teatro, la performance y la literatura.
Me han enseñado desde la cuna como funciona el dispositivo de la danza teatral y el conocer tan bien las reglas desde la base me ha permitido manipularlas, eventualmente alterarlas o forzar los límites. Eso lo debo a que he bebido de unas fuentes muy hondas y antiguas de la danza, explica en 2012.
Empezó a escribir, señala "por absoluta desesperación". He tenido una gran relación con la obra de Chantal Maillard, incluso personalmente con ella. La primera obra que escribí fue por ella. Luego he leído a los posestructuralistas, como otra mucha gente.
Entre 2008 y 2018 produjo y presentó: Agnès; Le spectre de la rose, junto a Jaime Conde-Salazar; A.n.a, coproducida por el Festival Internacional Escena Contemporánea (Madrid); Qué sería de mi en una noche como esta si no fuera por ti, coproducida por La Noche en Blanco, Madrid; Trilogía del Desastre: PLOT - Esto es lo que hay - You name it; Einfach so - La Pastoral; Construyo sobre el olvido; Valientes, en colaboración con el colectivo Terrorismo de Autor y Estoy pensando en tortugas, bajo el auspicio de Naves Matadero – Centro Internacional de Artes Vivas.
En 2017 y 2018 respectivamente, participó como actriz en dos producciones del CDN: Bodas de sangre, de F.G. Lorca, bajo la dirección de Pablo Messiez, y Un idioma propio, de Minke Wang, dirigida por Víctor Velasco.
En 2015 desarrolló el taller "Vida laboral", un trabajo de reflexión colectivo sobre los oficios a través de la experiencia de un grupo de hombres adultos retirados en La Casa Encendida.
También ha sido artista residente en el Teatro Pradillo (Madrid) y en Naves Matadero, desarrollando la creación Estoy pensando en tortugas (2018).

## Teatro
- Valientes, de Terrorismo de Autor y Claudia Faci

- A-creedores, basada en Acreedores de A. Strindberg – Versión y dirección, Claudia Faci[9]

- Mayo siglo XXI, de F. Renjifo

- Construyo sobre el olvido, de Claudia Faci[5]

- Agnès, de Claudia Faci

- In the still of the night. Dir. Mario Gas

- Territorio Sad y K, de Paloma Calle

- F.F.S.S. de Mateo Feijoo

- Mamaíta no soy mala, de Mateo Feijoo

- El Romancero Gitano, de F.G. Lorca - Dir. Paco Suárez

- Las Condenadas, de A. Lidell - Dir. Mateo Feijoo

- Los viejos no deben enamorarse, de A. Castelao - Dir. Manuel Guede

- Ala Marlon, de Maite Dono. Dir. Mateo Feijoo

- Las voces de Penélope, de Itziar Pascual - Dir. Charo Amador

- 55 Lenisteph, de Francisco Pascual - Dir. Víctor Velasco

- La mirada, de Yolanda Pallín - Dir. Natalia Menéndez

- Ricardo II, de W. Shakespeare - Dir. Adrián Daumas

- Fuga, de Itziar Pascual – Dir. Guillermo Womutt

- Almada, de Eva Hibernia

- La función Delta, de R. Montero – Dir. Raquel Toledo

- Ligazón, de Valle Inclán – Dir. Raquel Toledo
- Inloca
- El diablo en la playa - Dir Ana Vallés[10]

- Estoy pensando en tortugas (2018)[2]

## Cine
- Pan de limón con semillas de amapola como Catalina. Dirigida por Benito Zambrano
- Mientras haya luz

## Televisión
- Hospital Central como Cristina Méndez (2007)[11]

- Mujeres como Maca 2006[12]

- Al filo de la ley como Elsa 2006